# Vojtěch Živný
Vojtěch Živný (polsky Wojciech Żywny) (13. května 1757 Mšeno – 21. února 1842, Varšava) byl český klavírista, houslista, varhaník, učitel hudby a skladatel působící většinu života v Polsku. Byl prvním profesionálním učitelem Fryderyka Chopina.

## Biografie
Vojtěch Živný byl žákem Jana Křtitele Kuchaře . Pravděpodobně strávil nějaký čas v angažmá ve Stuttgartu a Zweibrückenu. Okolo roku 1790 odcestoval do Polska na dvůr knížete Kazimierza Nestora Sapieha. Později odešel do Varšavy, kde se věnoval hudebnímu vzdělávání dětí předních polských rodin.
Živný byl prvním profesionálním učitelem hry na klavír Fryderyka Chopina, kterého vyučoval v letech 1816–1822 a kterého Chopin svou klavírní hrou brzy překonal. Roku 1821 mu jedenáctiletý Chopin dedikoval polonézu As dur (Polonaise pour le PIano forte composée et dedié á Monsieur A. Żywny par son Eléve Fryderyk Chopin á Varsovie ce 23 Avril 1821).

## Dílo
Živný napsal mnoho skladeb pro klavír, housle a také orchestrální díla, z nichž většina není obecně známa a nedochovala se. Skládal v klasicistním stylu s vlivy romantismu. Dalšími vlivem byla středoevropská lidová hudba.